# Stefanie Dahle

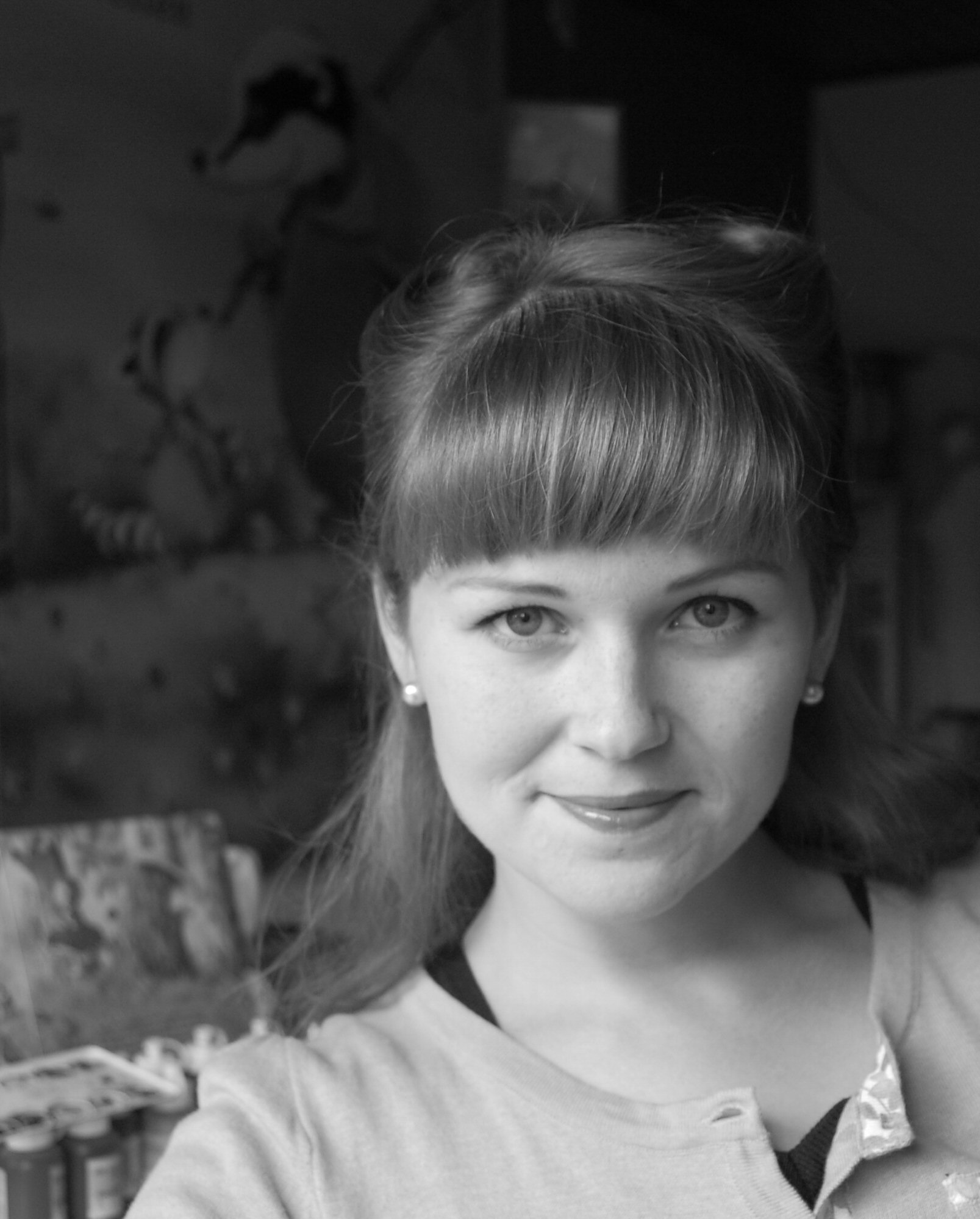
Stefanie Dahle

Stefanie Dahle (* 18. Juni 1981 in Schwerin) ist eine deutsche Autorin und Illustratorin für Kinderbücher. Zu ihren bekanntesten Werken zählt die Figur Erdbeerinchen Erdbeerfee.

## Biografie
Stefanie Dahle wurde am 18. Juni 1981 in Schwerin geboren. Ihre Mutter ist selbständige Malerin. Ihr Vater arbeitete als selbständiger Maschinenbauer. Die Familie durfte 1983 aus familiären Gründen aus der DDR ausreisen und Dahle wuchs in Baden-Württemberg und Niedersachsen auf.
Ab 2001 studierte Dahle Illustration an der Hochschule für Angewandte Wissenschaften Hamburg im Fachbereich Gestaltung. Seit 2006 arbeitet sie als freischaffende Illustratorin und Autorin für verschiedene Kinder- und Jugendbuchverlage. 
Dahle ist verheiratet und nutzt ihren Mädchennamen weiterhin als Künstlernamen. Sie lebt zusammen mit ihrer Familie in der Lüneburger Heide.

## Veröffentlichungen
Romane:
„Luna und die schauerlich-beste Familie der Welt“, Würzburg 2023, ISBN 978-3-401-71747-0
Bilderbücher:
- „Die Zauberhaften drei – Hokus-Pokus, der Streit ist weg“, Würzburg 2021, ISBN 978-3-401-71806-4
- „Frida, die kleine Waldhexe – Hexentrank und Zauberei – so ist der Streit ganz schnell vorbei“, Text: Jutta und Jeremy Langreuter, Würzburg 2021, ISBN 978-3-401-71593-3
- „Die zauberhaften Drei – Hoggs und der Bärenmut“, Würzburg 2020, ISBN 978-3-401-71459-2
- „Erdbeerinchen Erdbeerfee – Zauberhafte Überraschung im Feenschloss“, Würzburg 2020, ISBN 978-3-401-71440-0
- „Rosa Rosenherz – Im Zauberschloss der Herzenswünsche“ Würzburg 2018, ISBN 978-3-401-70629-0
- „Frida, die kleine Waldhexe – Plätzchenzauber, Kuchenstück – Zusammensein ist Weihnachtsglück“, Text: Jutta Langreuter, Würzburg 2020, ISBN 978-3-401-71047-1
- „Lilia, die kleine Elbenprinzessin – die geheimnisvolle Zauberkugel“, Würzburg 2017, ISBN 978-3-401-70769-3
- „Frida, die kleine Waldhexe – Spinnentier und Raben, man muss nicht alles haben!“, Text: Jutta Langreuter, Würzburg 2016, ISBN 978-3-401-70614-6
- „Erdbeerinchen Erdbeerfee – Das Geheimnis im Beerenwald“, Würzburg 2015, ISBN 978-3-401-70452-4
- „Erdbeerinchen Erdbeerfee – Erdbeerzauber im Feenland“, Würzburg 2015, ISBN 978-3-401-70161-5
- Ich bin so gern mit dir zusammenArena Verlag, Würzburg 2014, ISBN 978-3-401-70143-1
- Die Luftschiffpiraten – Ahoi, Käpten Milla! Arena Verlag, Würzburg 2013, ISBN 978-3-401-07687-4.
- Erdbeerinchen Erdbeerfee – Alles voller Sonnenschein Arena Verlag, Würzburg 2013, ISBN 978-3-401-09999-6.
- O du fröhliche, lieber Mumpf: Ein Freund wärmt das Herz, wenn überall Schnee liegt Text: Annette Herzog, Arena Verlag, Würzburg 2012, ISBN 978-3-401-09820-3
- Lilia, die kleine Elbenprinzessin – Zaubernacht im Elbenwald. Arena Verlag, Würzburg 2012, ISBN 978-3-401-09798-5
- Lilia, die kleine Elbenprinzessin. Arena Verlag, Würzburg 2010, ISBN 978-3-401-09604-9
- So lieb hab ich nur dich. mit Jutta Langreuter. Arena Verlag, Würzburg 2011, ISBN 978-3-401-09621-6
- Die kleine Meerjungfrau und das Seepferdchen-Abenteuer Text: Jana Frey, Arena Verlag, Würzburg 2007, ISBN 978-3-401-09171-6
- Frida, die kleine Waldhexe – Drunter, drüber, kreuz und quer, gut aufzupassen ist nicht schwer! Text: Jutta Langreuter, Arena Verlag, Würzburg 2011, ISBN 978-3-401-09077-1
- Frida, die kleine Waldhexe – Hokuspokus Echsenspeck, schwuppdiwupp, der Neid ist weg Text: Jutta Langreuter. Arena Verlag, Würzburg 2008, ISBN 978-3-401-09103-7
- Frida, die kleine Waldhexe – Donner, Blitz und Sonnenschein, ich will immer pünktlich sein Text: Jutta Langreuter, Arena Verlag, Würzburg 2010, ISBN 978-3-401-09495-3
- Wassili Waschbär – Wassilis Wunschzettel-wunder Text Julia Boehme, Arena Verlag, Würzburg 2008, ISBN 978-3-401-09250-8
- Wassili Waschbär – Zum Glück hat man Freunde Text: Julia Boehme, Arena Verlag, Würzburg 2009, ISBN 978-3-401-09493-9
- Kein Pony ist so süß wie Pünktchen Text: Jana Frey, Arena Verlag, Würzburg 2009, ISBN 978-3-401-09289-8

Pappbilderbücher:
- „Träum schön!“, Text: Katja Reider, Arena Verlag, Würzburg 2022, ISBN 978-3-401-71595-7
- „Mein liebster Schatz“, Text: Katja Reider, Würzburg 2022, ISBN 978-3-401-71596-4
- Drei bärenstarke Freunde und das geheimnisvolle Quietsch-Hup-Knatter Arena Verlag, Würzburg 2013, ISBN 978-3-401-09631-5
- Erdbeerinchens großes Fest mit Zauberhaft, Erdbeerinchen Erdbeerfee! Arena Verlag, Würzburg 2011, ISBN 978-3-401-09803-6
- Heute bin ich Tigermaus: Allererste Vorlesegeschichten. Arena Verlag, Würzburg 2012, ISBN 978-3-401-09630-8
- Die Schneefee und der Weihnachtsdrache Arena Verlag, Würzburg 2010, ISBN 978-3-401-09599-8
- Ich mag dich, Erdbeerinchen Erdbeerfee!: Allererste Vorlesegeschichten Arena Verlag, Würzburg 2011, ISBN 978-3-401-09633-9
- Gut gemacht, kleine Erdbeerfee Arena Verlag, Würzburg 2010, ISBN 978-3-401-09605-6
- Träum schön, kleine Erdbeerfee Arena Verlag, Würzburg 2011, ISBN 978-3-401-09615-5.
- Lilia geht zum Elbenball Arena Verlag, Würzburg 2011, ISBN 978-3-401-09732-9.
- Die Schneefee und der Weihnachtsdrache Arena Verlag, Würzburg 2010, ISBN 978-3-401-09599-8.
- Ihr Kinderlein, kommet und andere Weihnachtslieder und Gedichte Volksgut, Loewe Verlag, Bindlach 2007, ISBN 978-3-7855-5998-7.
- Viele kleine Prinzessinnengeschichten Text: Sabine Cuno. Loewe Verlag, Bindlach 2008, ISBN 978-3-7855-6144-7.
- Matilda, die kleine Meerjungfrau – allererste Vorlesegeschichten Text: Jana Frey, Arena Verlag, Würzburg 2009, ISBN 978-3-401-09410-6.

Vorlesebücher:
- „Erdbeerinchen Erdbeerfee – Hokuspokus im Fledermausbaum und andere Vorlesegeschichten“, Arena Verlag, Würzburg 2016, ISBN 978-3-401-70813-3
- „Erdbeerinchen Erdbeerfee – Ein lustiges Froschkonzert und andere Vorlesegeschichten“, Arena Verlag, Würzburg 2014, ISBN 978-3-401-70411-1
- Erdbeerinchen Erdbeerfee;Zauberhafte Geschichten aus dem Erdbeergarten Arena Verlag 2013, ISBN 978-3-401-70394-7.
- Drachen, Trolle, Feenzauber Text: Luise Holthausen, Esslinger Verlag, Esslingen 2008, ISBN 978-3-480-22344-2.
- Drachengeschichten für 3 Minuten Text: Milena Baisch, Arena Verlag, Würzburg 2008, ISBN 978-3-401-09193-8.
- Zauberponygeschichten für 3 Minuten Text: Christina Koenig, Arena Verlag, Würzburg 2010, ISBN 978-3-401-09296-6.

Erstleser:
- „Lilia, die kleine Elbenprinzessin – Das verzauberte Einhorn“, Würzburg 2021, ISBN 978-3-401-71690-9
- „Lilia, die kleine Elbenprinzessin – Beste Freundinnen und ein verhexter Tag“, Würzburg 2021, ISBN 978-3-401-71611-4
- „Rosa Rosenherz – Glückspost für die kleine Eule“, Arena Verlag, Würzburg 2018, ISBN 978-3-401-71318-2
- Erdbeerinchen Erdbeerfee. Ein geheimnisvolles Geschenk, Arena Verlag, Würzburg 2013; ISBN 978-3-401-70403-6
- Zauberhaft, Erdbeerinchen Erdbeerfee! Arena Verlag, Würzburg 2011, ISBN 978-3-401-09984-2.
- Eine Zauberrüstung für Ritter Blech Text: Sabine Kalwitzki, Arena Verlag, Würzburg 2008, ISBN 978-3-401-09151-8.
- Ritter Blech und das verzauberte Drachengold Text: Sabine Kalwitzki, Arena Verlag, Würzburg 2009, ISBN 978-3-401-09431-1.
- Zauberfeengeschichten Text: Nortrud Boge-Erli, Arena Verlag, Würzburg 2009, ISBN 978-3-401-09330-7.
- Zauberponygeschichten Text: Ulirike Kaup, Arena Verlag, Würzburg 2009, ISBN 978-3-401-09330-7.

Lernspiele:
- Knuff und seine Freunde entdecken die Sprache. Text: Annette Neubauer, Arena Verlag, Würzburg 2007, ISBN 978-3-401-41427-0.